# Suspensión dependiente

Ilustración del efecto conocido como giro inducido -bump steer/ roll steer- en un eje rígido directriz

El término suspensión dependiente se refiere a cualquier sistema de suspensión de automóvil en el que las ruedas de un mismo eje se encuentren sólidamente unidas entre sí mediante un eje rígido, de modo que tanto el desplazamiento vertical como el transversal de una sola rueda afecta al resto de las ruedas del eje.
Este desplazamiento vertical provoca típicamente un ángulo de caída parásito en ambas ruedas, afectando a la geometría de la suspensión, mientras la fuerza lateral ejercida por la rueda exterior donde se está produciendo el apoyo en una curva se transmitirá a la rueda interior, lo que obliga a utilizar mecanismos de guiado lateral. En este sentido su funcionamiento se opone al de los sistemas de suspensión independiente en los que no existe una unión sólida entre las ruedas de ambos lados, de modo que el desplazamiento de una rueda no afecta directamente a la otra. En cualquier caso, tanto en suspensiones dependientes como independientes, es habitual conectar indirectamente las ruedas de un mismo tren mediante barras estabilizadoras, mecanismos capaces de limitar la inclinación de la carrocería mediante la transmisión a las ruedas interiores de parte de la fuerza de compresión ejercida por la fuerza centrífuga sobre las exteriores.

### Ventajas y desventajas frente a lassuspensiones independientes

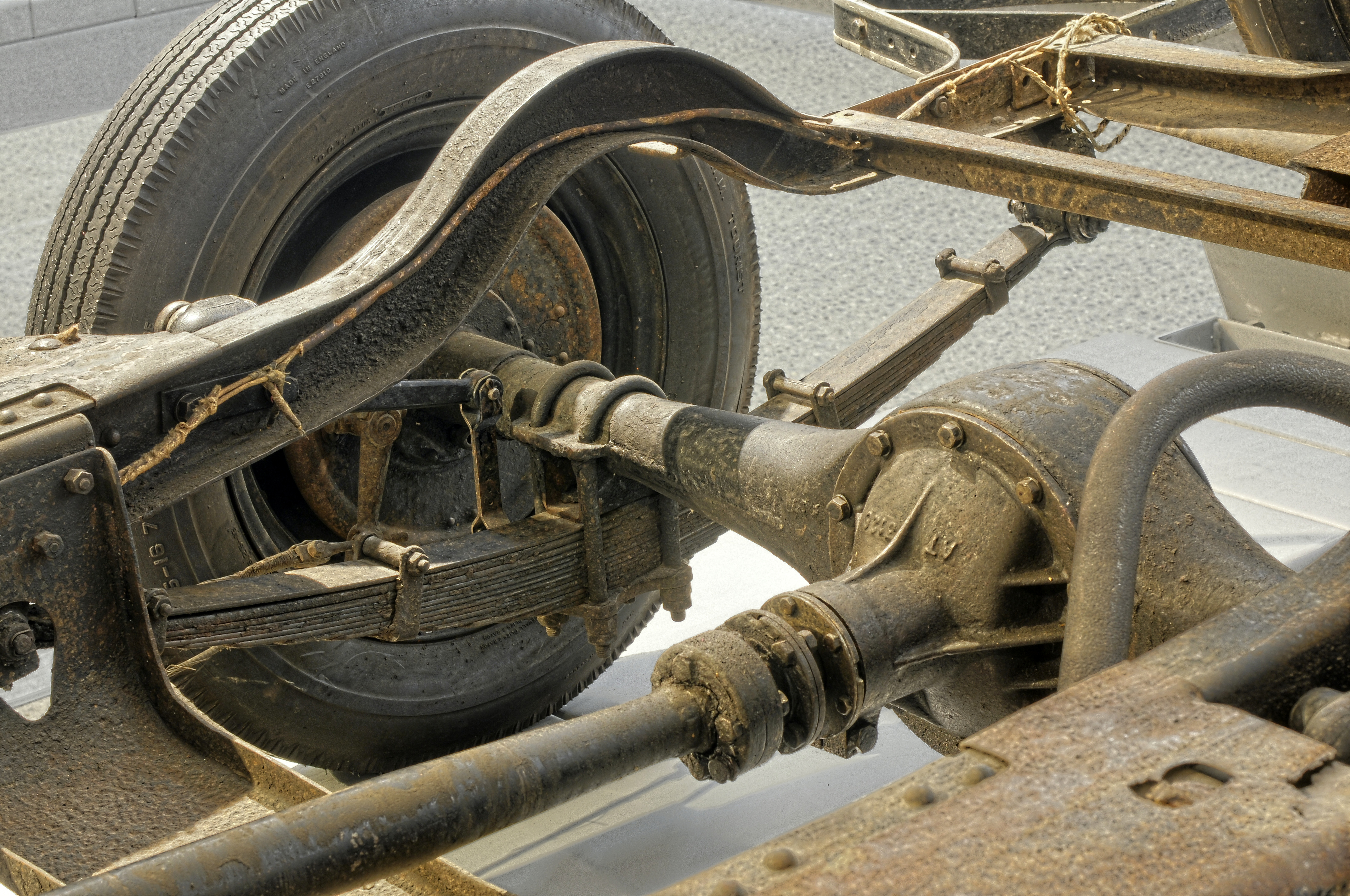
Eje rígido con transmisión articulada Hotchkiss

Tradicionalmente los sistemas de suspensión dependiente han sido más robustos y económicos de diseño y fabricación. En la actualidad sin embargo el abaratamiento de los sistemas de suspensión independiente y de la mecanización de los componentes necesarios para dotarlos de sistemas de transmisión -juntas cardánicas, juntas homocinéticas, manguetas, etc- han hecho desaparecer la ventaja económica, empleándose los sistemas dependientes motrices únicamente en aplicaciones off road e industriales, mientras que los no motrices se mantienen en algunos vehículos de bajo coste.
Desde el punto de vista de la dinámica de vehículos las suspensiones dependientes tienen la ventaja derivada de su propia indeformabilidad de ser capaces de mantener invariable su geometría. Cuando un vehículo toma una curva la aceleración centrípeta someterá a las ruedas exteriores a varias fuerzas simultáneas, por un lado una fuerza de compresión debida a la inclinación de la carrocería, por otro la fuerza lateral que ejerce el neumático para oponerse a la fuerza centrífuga y por último las fuerzas de empuje o reacción al acelerar o frenar. Las suspensiones dependientes consiguen mantener las ruedas paralelas a la carretera en todo momento pese a la interacción todas estas fuerzas de modo natural, labor que requiere un gran esfuerzo de ingeniería con suspensiones independientes.
Sin embargo tienen dos grandes inconvenientes. Por un lado la indeformabilidad del eje afecta negativamente al confort y a la precisión de conducción, pues cuando el terreno sobre el que se circula no es perfectamente liso, el eje indeformable responde a la demanda de flexión desplazándose verticalmente. Este desplazamiento, evidente a simple vista, se traduce en caída parásita en ambas ruedas, que en caso de los ejes directrices afecta a la respuesta de la dirección -giro inducido-, puesto que el centro instantáneo de rotación se sitúa en el centro del eje, lejos de la rótula interior de la varilla de dirección. Por su parte, los ejes traseros indeformables también afectan a la respuesta de la dirección, puesto que cuando como es habitual están guiados por brazos tirados, el desplazamiento vertical de una sola rueda provoca cierta modificación de la convergencia, que se traduce en un efecto direccional no buscado. Por otro lado la unión sólida de las ruedas requiere de un eje con una considerable masa suspendida sujeto a constantes fuerzas de aceleración fruto de las irregularidades del terreno. La desfavorable proporción entre las masas suspendida y no suspendida inevitablemente provocará rebotes que comprometen la estabilidad del vehículo, generando imprecisión en la dirección -shimming- y comportamiento torpe.
En el tren delantero las suspensiones independientes pronto se universalizaron por su positiva influencia en el comportamiento de la dirección, mientras que en el tren trasero las suspensiones dependientes han mantenido su vigencia hasta la actualidad por sus ventajas geométricas y económicas aún en detrimento del confort.

## Tipos

### Eje rígido con función motriz o live axle
Ejes rígidos traseros con función motriz 

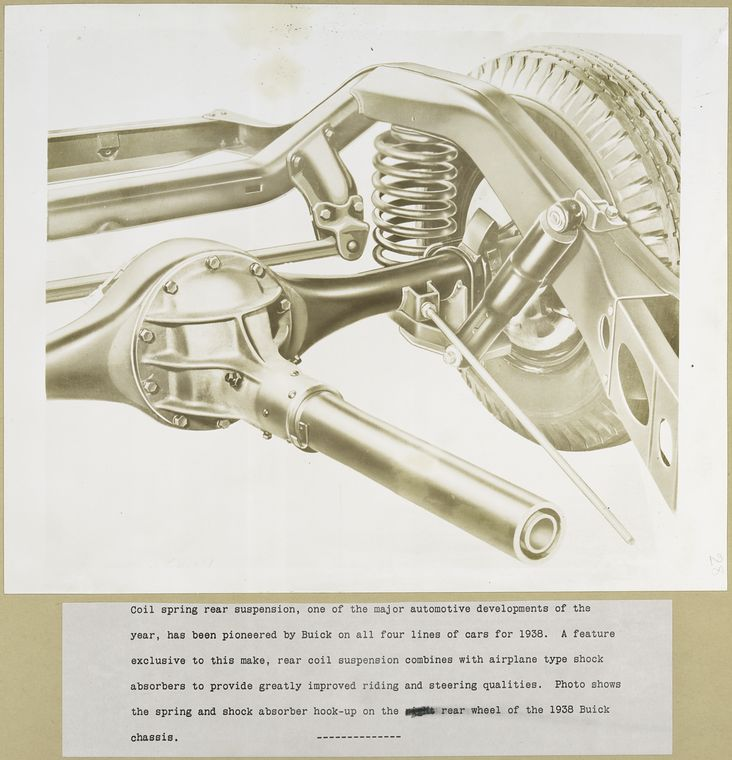
Eje rígido y transmisión por tubo de empuje en un Buick de preguerra

En este caso el eje rígido trasero incorpora los elementos de la transmisión, por lo que el árbol de transmisión debe seguir necesariamente los desplazamientos del eje rígido en el recorrido de la suspensión, elevando notablemente la masa no suspendida. Este tipo de configuración, utilizada en la mayoría de vehículos de propulsión trasera hasta los años 70 del siglo pasado, se utilizó en las transmisiones por tubo de empuje y en las transmisiones hotchkiss que las sustituyeron a partir de los años 30. También se utiliza en los ejes pórtico empleados en algunos vehículos todoterreno.
Un puente trasero motriz es por tanto un conjunto indeformable, formado por los semiejes de la transmisión cubiertos por "trompetas" y por el diferencial -también llamado "tercer elemento"- cuya carcasa se fija a estas sólidamente formando el puente trasero. Cuando el puente trasero completo está mecanizado en una sola pieza hueca en la que se instalan los semiejes y el diferencial hablamos de puentes tipo banjo, habituales en vehículos ligeros. En el caso de las transmisiones por tubo de empuje se añade además una viga o tubo hueco en prolongación de la carcasa del diferencial a través de la que se transmite el empuje. Algunas de las últimas aplicaciones de estos dos sistemas se pueden encontrar en las versiones básicas del Volvo serie 900 y del Peugeot 505 respectivamente.
Ejes rígidos directrices con función motriz

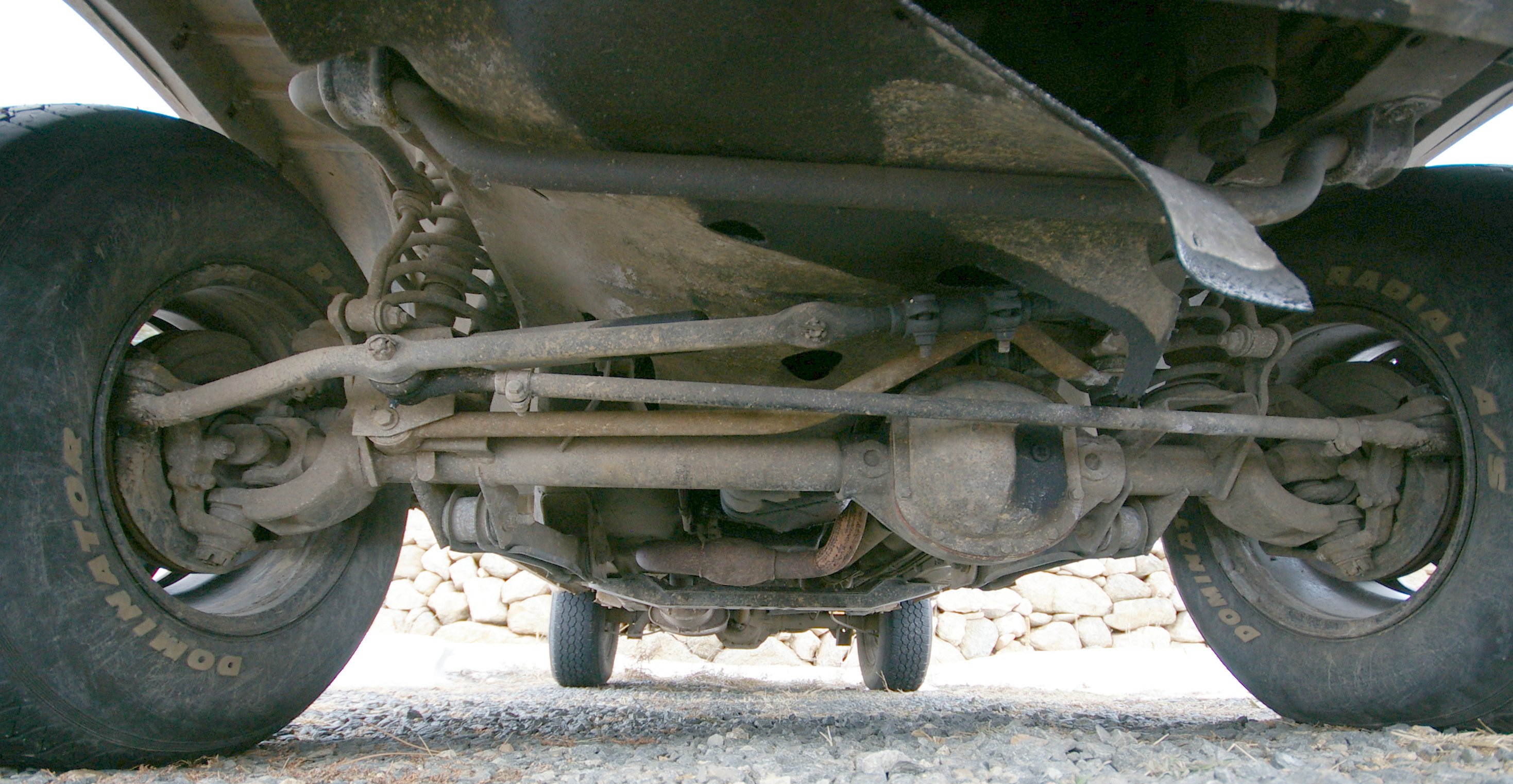
Eje rígido motriz y directriz en un vehículo todo terreno-

 En vehículos de tracción delantera no se utilizan ejes motrices y directrices debido a que por limitaciones de peso y espacio el diferencial se incluye siempre en el conjunto delantero, por lo que los semiejes deben ser articulados para permitir el movimiento de las ruedas. Debido a esta característica los vehículos con tracción delantera siempre utilizan suspensión delantera independiente o excepcionalmente un Eje De Dion directriz como en los vehículos de competición con tracción delantera que utilizara Harry Miller en la década de 1920.
El sistema se mantiene sin embargo en algunos vehículos 4x4 con el motor longitudinal y caja de cambios en prolongación del cigüeñal. Las versiones con tracción a las cuatro ruedas de estos vehículos cuentan con una caja de transferencia acoplada a la caja de cambios, desde donde se manda un árbol de transmisión a cada tren, lo que permite cualquier combinación de suspensiones entre ambos trenes. Este sistema mejora la robustez y los ángulos de utilización off road sobre las alternativas con suspensión independiente, con fabricantes como Dana Incorporated especializados en su desarrollo. Su mayor inconveniente está en la desfavorable relación entre masas no suspendida y suspendida al añadir el gran peso proveniente de la transmisión, lo que hace estos vehículos muy sensibles a cualquier desequilibrio en las ruedas, susceptible de provocar "shimming" (zigzageo con pérdida de capacidad direccional) por los rebotes en el eje, razón por lo que suelen incorporarar amortiguadores de dirección. Se utilizan en algunos vehículos todo terreno con motor longitudinal como el Jeep Wrangler.

### Eje rígido sin función motriz o dead axle
Eje rígido trasero arrastrado

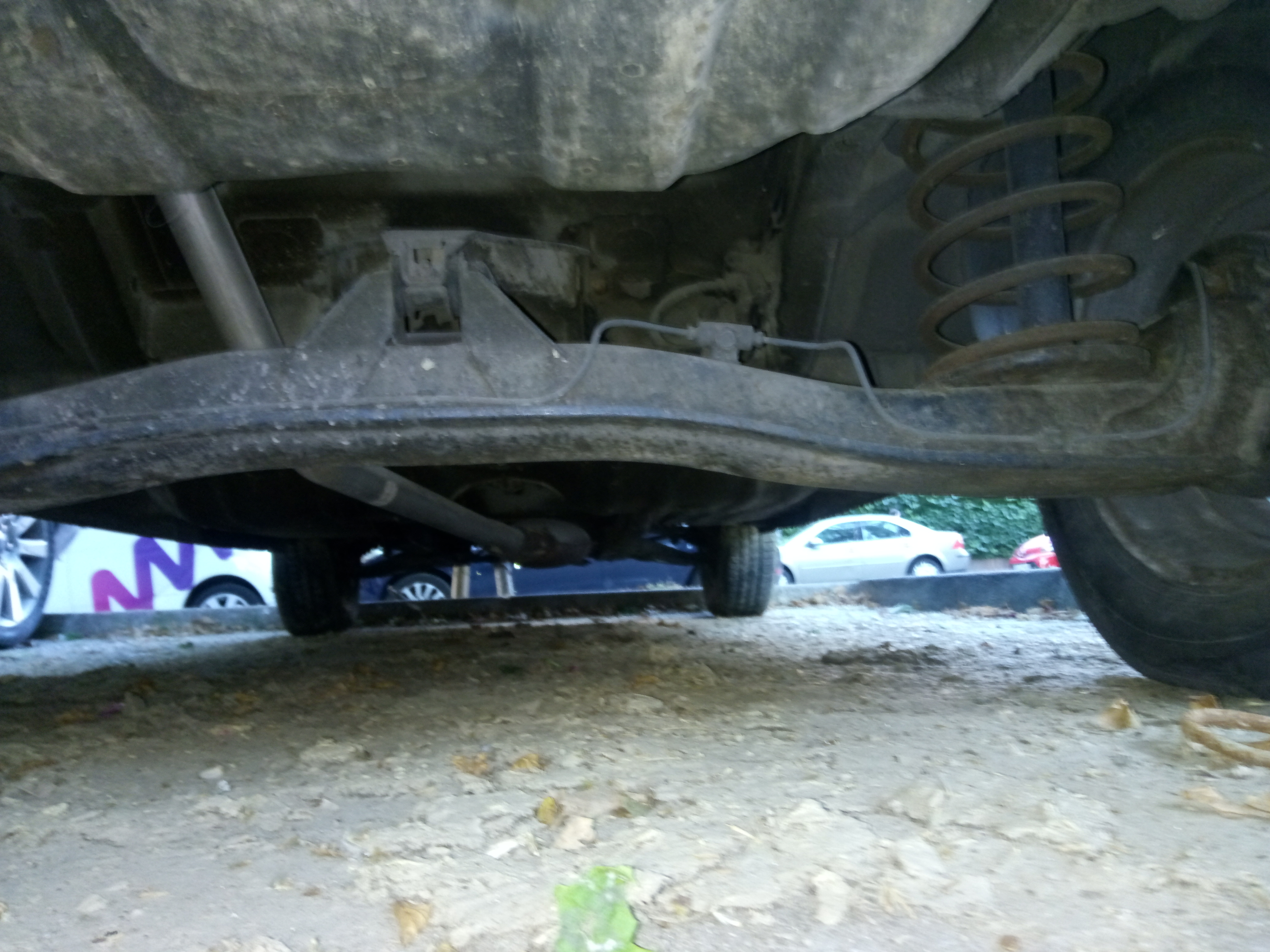
Eje rígido trasero en un Renault 12. Como mecanismo de posicionamiento lateral utiliza un triángulo central

Sistema utilizado en el eje trasero de vehículos de tracción delantera. Al no portar elementos de la transmisión su masa puede ser tanto o más reducida que en una suspensión independiente, lo que permite disfrutar al tiempo de una reducida masa no suspendida y una correcta geometría de suspensión con un coste de fabricación bajo, razón por la que se sigue empleando en algunos vehículos de corte económico.
En su contra está la merma de confort y de precisión de conducción que supone la unión fija de las ruedas y la necesidad de emplear un sistema auxiliar de guiado transversal cuando no se utilizan ballestas, lo que hace que su costo sea apenas inferior al de los ejes torsionales en "H".
Un ejemplo interesante es el Saab 9000 (1984), representante sueco del proyecto Tipo 4 junto con los italianos Lancia Thema, Fiat Croma y Alfa 164. A diferencia de sus primos italianos el Saab 9000 empleaba un eje rígido arrastrado, diseñado para permitir un deslizamiento controlable en situaciones de climatología invernal como nieve o grava. Sin ninguna asistencia electrónica, el comportamiento del eje guiado mediante brazos tirados, tirantes de reacción y barra Panhard resultaba predecible, evitando los bandazos típicos de los vehículos de tracción delantera y suspensión trasera independiente al pasar bruscamente de subviraje a sobreviraje sobre superficies deslizantes.
Otros ejemplos recientes son los corenanos Kia Rio DC o Chevrolet Spark.
Sobre el diseño básico hoy en desuso del eje rígido arrastrado, existe un tipo especial de suspensiones muy empleadas denominadas suspensiones semi-independientes, que se divide en dos grandes grupos:
- Ejes Torsionales: Consisten en un eje de una sola pieza formado por dos brazos longitudinales unidos mediante un travesaño torsional soldado entre ambos. La situación del travesaño central define su comportamiento ante las demandas de torsión y flexión de los brazos. Torsion crank axle guiado por barra panhard en un Mazda MPV

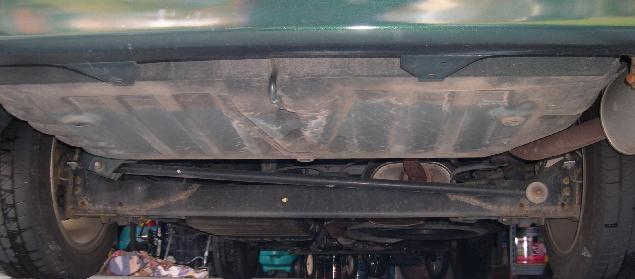
Torsion crank axle guiado por barra panhard en un Mazda MPV

De los posibles tipos de eje torsional, el eje de palanca o en "C" -torsion crank-axle- es propiamente una suspensión dependiente, mientras que los ejes torsionales en forma de "H" son suspensiones semi-independientes. El eje en "C" es similar a un eje rígido convencional guiado longitudinalmente por brazos tirados. La diferencia está en la unión fija del travesaño con los brazos, con los que forma un conjunto deformable. 
Para ello el eje rígido está dotado de capacidad torsional (es decir puede doblarse sobre su propio eje, pero no flexionarse transversalmente), de modo que ante el movimiento de una sola rueda el travesaño estará sujeto a una demanda de flexión que se transformará en caída parásita en la otra rueda como en cualquier eje rígido. Sin embargo gracias a su capacidad torsional la inclinación de la carrocería provocará el movimiento de los dos brazos en sentido contrario, retorciendo el travesaño sobre su eje que actuará como una barra antivuelco. Ejemplos de su utilización son los Audi 80 y 100, el Eurovan de Sevel o muchos Nissan donde el sistema se denominaba MLB -multilink beam- .

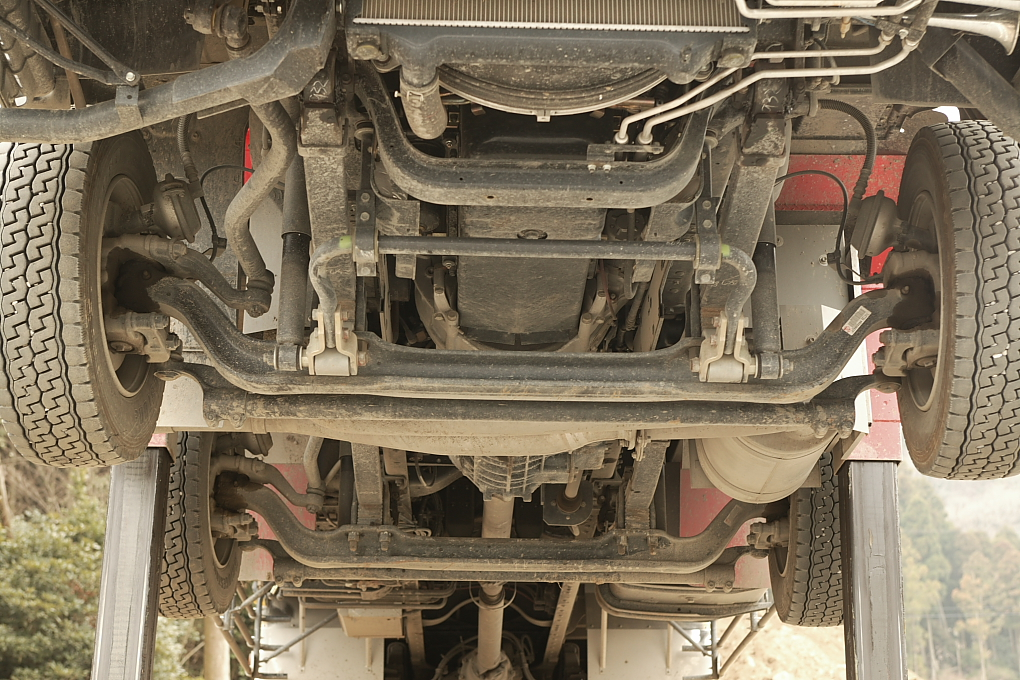
Ejes directrices empujados en un vehículo pesado

- Ejes Parabólicos: Se trata de un tipo especial de ejes rígidos cuya forma coincide aproximadamente con la de un ancla o con la letra griega Ω (Omega). Están anclados al chasis del vehículo mediante un único punto central flexible de una forma particularmente eficiente, de modo que su comportamiento es similar al de las suspensiones semiindependientes, contando con algunas de las ventajas de las supensiones dependientes. Fiat utilizó el Eje Omega en la segunda fase del Fiat Panda Mk1 y en el Lancia Y10, mientras que Mercedes-Benz empleó su Spherical Parabolic-Spring rear axle en la segunda generación de Mercedes-Benz Clase A -W169- y la primera generación del Mercedes-Benz Clase B -W245-.

Ejes rígidos directrices empujados

Eje De Dion en un vehículo de época. El diferencial está fijado al chasis y los semiejes son articulados

Ejes rígidos directrices sin función motriz, fueron muy populares por su robustez y simplicidad. Constan de un eje sólido en cuyos extremos se sitúan las ruedas, dotadas de un mecanismo de dirección muy robusto denominado pivote de dirección. La carrocería descansa sobre el eje suspendida mediante resortes, de modo que tanto el propio eje como los mecanismos de dirección, suspensión y frenado forman parte de la masa no suspendida, por lo que están sujetos a constantes fuerzas de aceleración por efecto de las irregularidades del terreno. Ford fue el último gran fabricante que utilizó este sistema en toda su gama hasta 1948, cayendo después en el desuso tras la adopción de las suspensiones delanteras independientes. En la actualidad sólo se utiliza en algunos vehículos industriales de tracción trasera por su gran robustez, un ejemplo de aplicación es el Volkswagen LT.

### Eje rígido con transmisión independiente
Eje De Dion
El eje De Dion es un tipo de suspensión dependiente empleado en ejes motrices, generalmente traseros. A efectos de suspensión utiliza un ligero eje rígido arrastrado o dead axle similar al empleado en el tren trasero de los vehículos de tracción delantera, mientras que toda la transmisión -y habitualmente los frenos- van sujetos al chasis del vehículo formando parte de la masa suspendida, por lo que necesita semiejes articulados como una suspensión independiente.

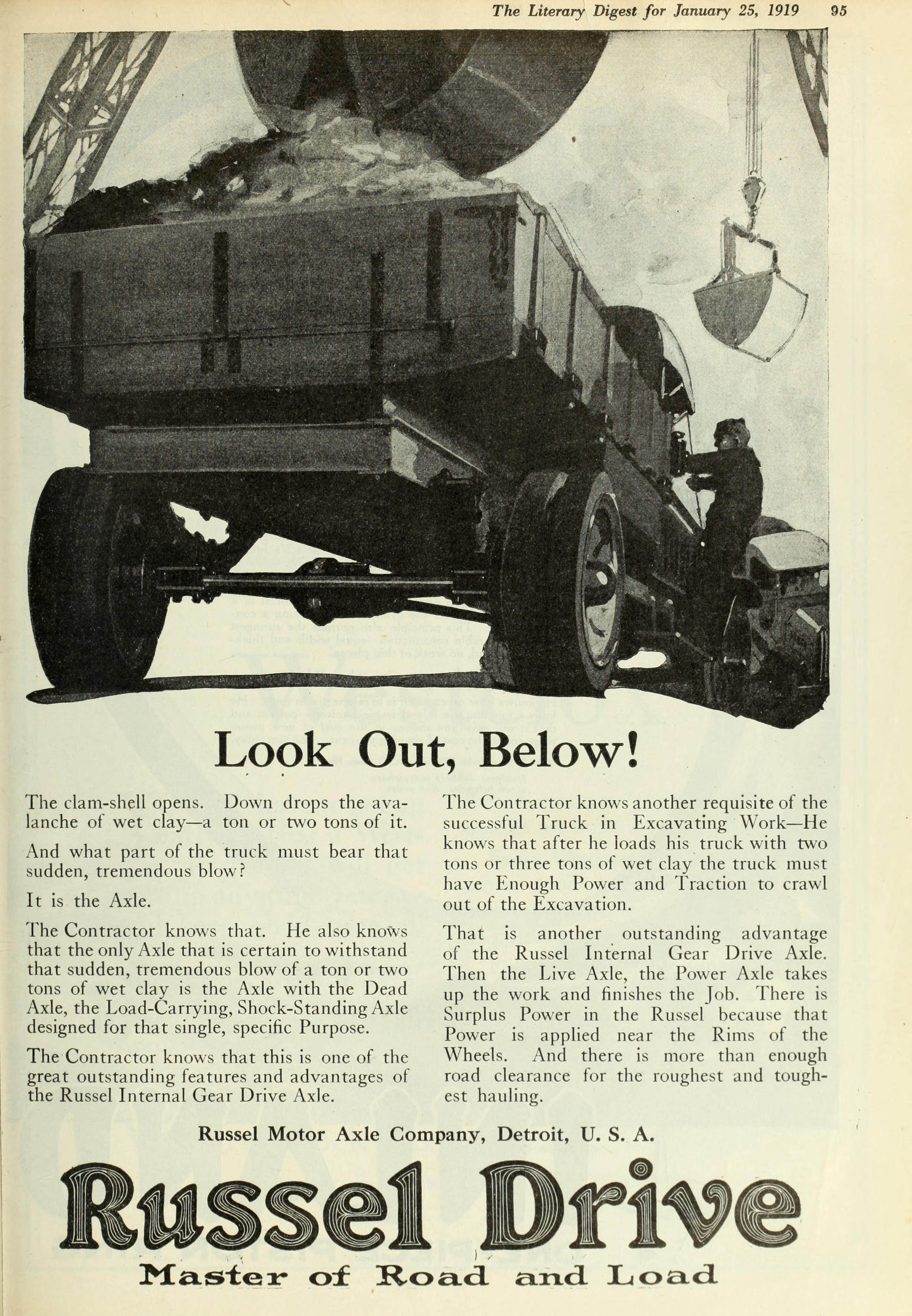
Russel Internal Geardrive Axle (Circa 1930)

Con este sistema se logra la perfecta geometría de las suspensiones dependientes -en curvas toda la superficie de rodadura permanece en contacto con la carretera de forma natural- con una masa no suspendida incluso inferior a la de las suspensiones independientes. En su contra está la merma de confort y de precisión de conducción debida a la unión sólida de las ruedas y un costo constructivo tanto o más alto que el de una moderna suspensión independiente. Algunas aplicaciones recientes son el Alfa 75 o los vehículos Smart
Transmisión interna Russel

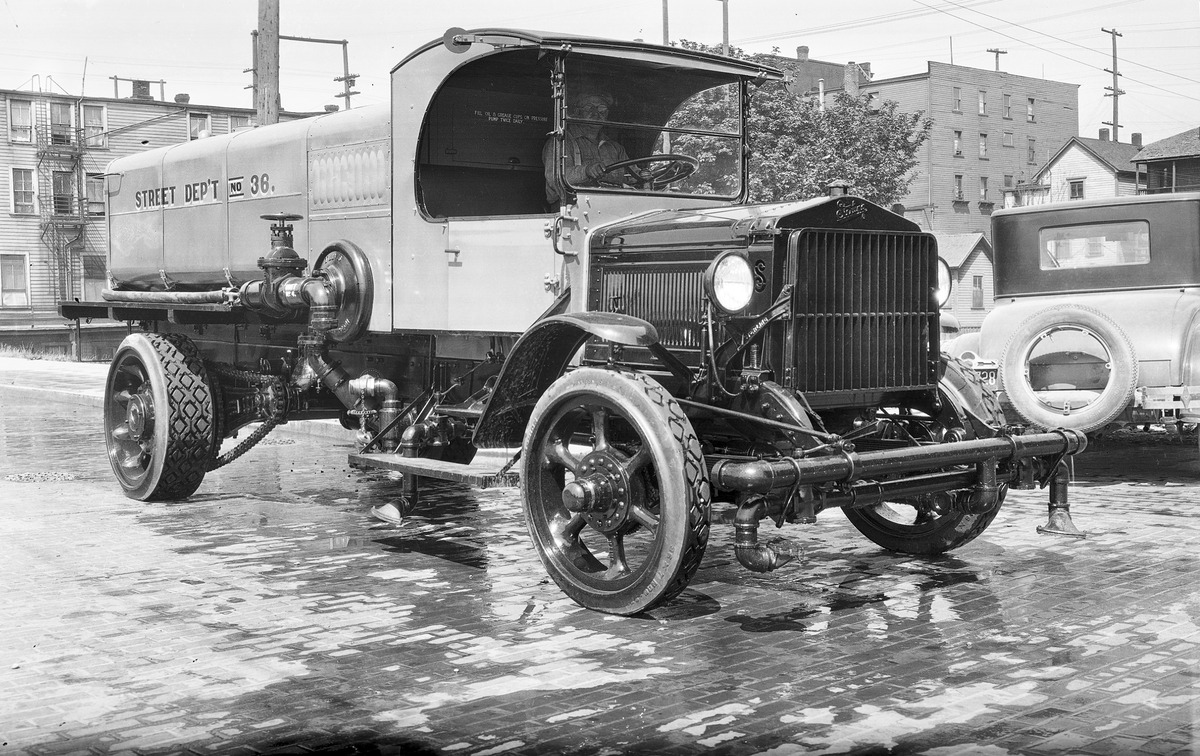
Un camión Sterling con transmisión por cadena gemela

Los ejes Russel se utilizaron para independizar la transmisión de la función portadora de los palieres. En vehículos pesados es habitual el uso de palieres flotantes extraíbles que solo soportan en esfuerzo de tracción y no el peso del vehículo y su carga. El sistema Rusell se utilizó previamente su aparición y su concepción es similar a la de los ejes pórticos, aunque con una función distinta. En este caso hay dos ejes paralelos, un eje arrastrado o dead axle sobre el que gira el cubo de la rueda y que soporta el peso y un eje de tracción o live axle, cuyos semiejes transmiten el giro del cigüeñal a la corona montada en el cubo de la rueda, liberando al eje de arrastrad de la función de transmisión.
Transmisión por cadenas gemelas
Sistema hoy en desuso muy utilizado en los años 20 y 30 por su sencillez, puesto que no requería ningún tipo de junta en la transmisión y reducía drásticamente tanto la masa no suspendida frente a las transmisiones por tubo de empuje, como la complejidad mecánica frente a los sistemas Rusell o Hotchkiss. Se mantendría hasta los años 50 del siglo XX en algunas aplicaciones industriales de las marcas de vehículos industriales Kenworth o Sterling Trucks.
También utilizaba un dead axle, o eje rígido arrastrado con el diferencial anclado al chasis formando parte de la masa no suspendida, del que salían los palieres, conectados a ruedas dentadas. Como sistema para transmitir la potencia del diferencial al eje empleaba dos cadenas gemeleas que conectaban las ruedas dentadas con piñones en cada una de las ruedas, las cadenas también transmitían el empuje de las ruedas al bastidor, mientras que la deformación de las ballestas controlaba el par de reacción.